# Drchnička
Drchnička (Anagallis) je rod drobných, planě rostoucích rostlin s asi 25 druhy, které se vyskytují v mírném pásmu Evropy, Asie, Afriky i Ameriky. V přírodě České republiky se vyskytují tři nepůvodní druhy, které jsou v současnosti obvykle považované za plevel.

## Taxonomie
V minulosti byl rod drchnička součásti čeledi prvosenkovitých. Po genetických a morfologických studiích byl rod s nástupem systému APG přeřazen do čeledi Myrsinaceae. Později ale byla, podle systému APG III, tato čeleď včleněna do čeledí prvosenkovitých jako podčeleď Myrsinoideae a drchnička se tak opět navrátila do čeledi prvosenkovitých. Rod Anagalis v současném pojetí je však parafyletický a zřejmě ho čeká další reorganizace.

## Ekologie
Rostliny upřednostňují osluněná místa, která nejsou příliš vysýchavá. Nejlépe prosperují na vlhkých říčních březích, okrajích rybníků, na slaniskách i v příkopech podél cest. Protože bývají nízkého vzrůstu, nedokáži se prosadit v konkurenci vyšších rostlin. Rostou proto nejčastěji na narušovaných místech. Často vyrůstají jako plevelné rostliny na polích, vinohradech i v zahradách.

## Popis
Drchničky jsou rostliny jednoleté nebo vytrvalé a jejich většinou větvené lodyhy bývají vzpřímené nebo poléhavé. Jsou obvykle lysé a vyrůstají z nehlubokého kůlovitého nebo rozvětveného kořene. Monoformní lodyžní listy jsou jednoduché, obvykle přisedlé a vyrůstají vstřícně nebo v přeslenech. Listové čepele mají vejčité až eliptické, se zaokrouhlenou neb klínovitou bázi a špičatým nebo tupým vrcholem.
Oboupohlavné, čtyřčetné nebo pětičetné, často stopkaté květy vyrůstají jednotlivě z paždí listů. Zelenkavý kalich má kopinaté lístky delší než korunní trubka. Zakulacené korunní lístky bývají červené, lososové, modré, růžové nebo bílé a vytvářejí krátkou trubku. Obsahují čtyři nebo pět tyčinek s někdy chlupatými nitkami a elipsoidními prašníky. Vejčitý, svrchní semeník s vláknitou čnělkou má plochou bliznu. Květy kvetou jen krátce a otevírají se pouze za plného slunce.
Plody jsou kulovité tobolky otevírající se víčkem. Obsahují 5 až 45 tmavohnědých, hranatých semen. Drchničky se rozmnožují semeny, která zůstávají dlouho životaschopná.

## Význam
V současné době je ekonomický význam rodu nevelký. Některé druhy s pěknými květy se vysazují na nízké trvalkové záhony nebo do skalek, kde se samy dále rozmnožují. Protože se rychle množí, dostávají se i na obdělávanou půdu a jsou považované za nepříliš škodlivý plevel. Obsahují biologicky účinné látky, např. pentacyklické triterpeny oleanového typu, terpenické saponiny a oligoglykosidy, které farmakologický průmysl zkoumá pro případné využití v lékařství. Některé druhy, např. drchnička rolní, obsahují glykosid cyklamin, který po požití většího množství působí toxicky na zvířata a může ublížit i lidem.

## Galerie

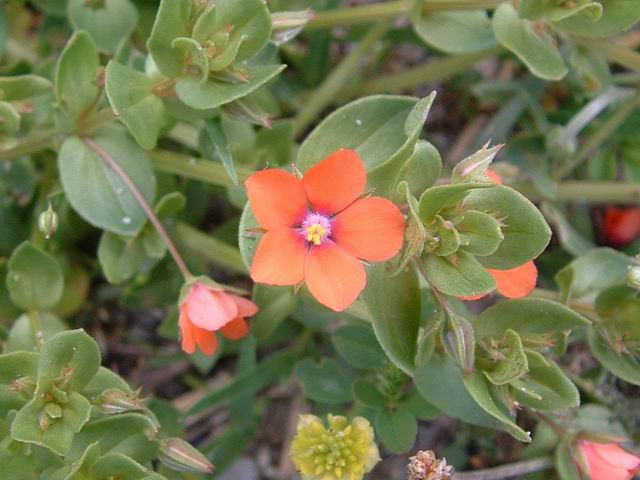
Drchnička rolní
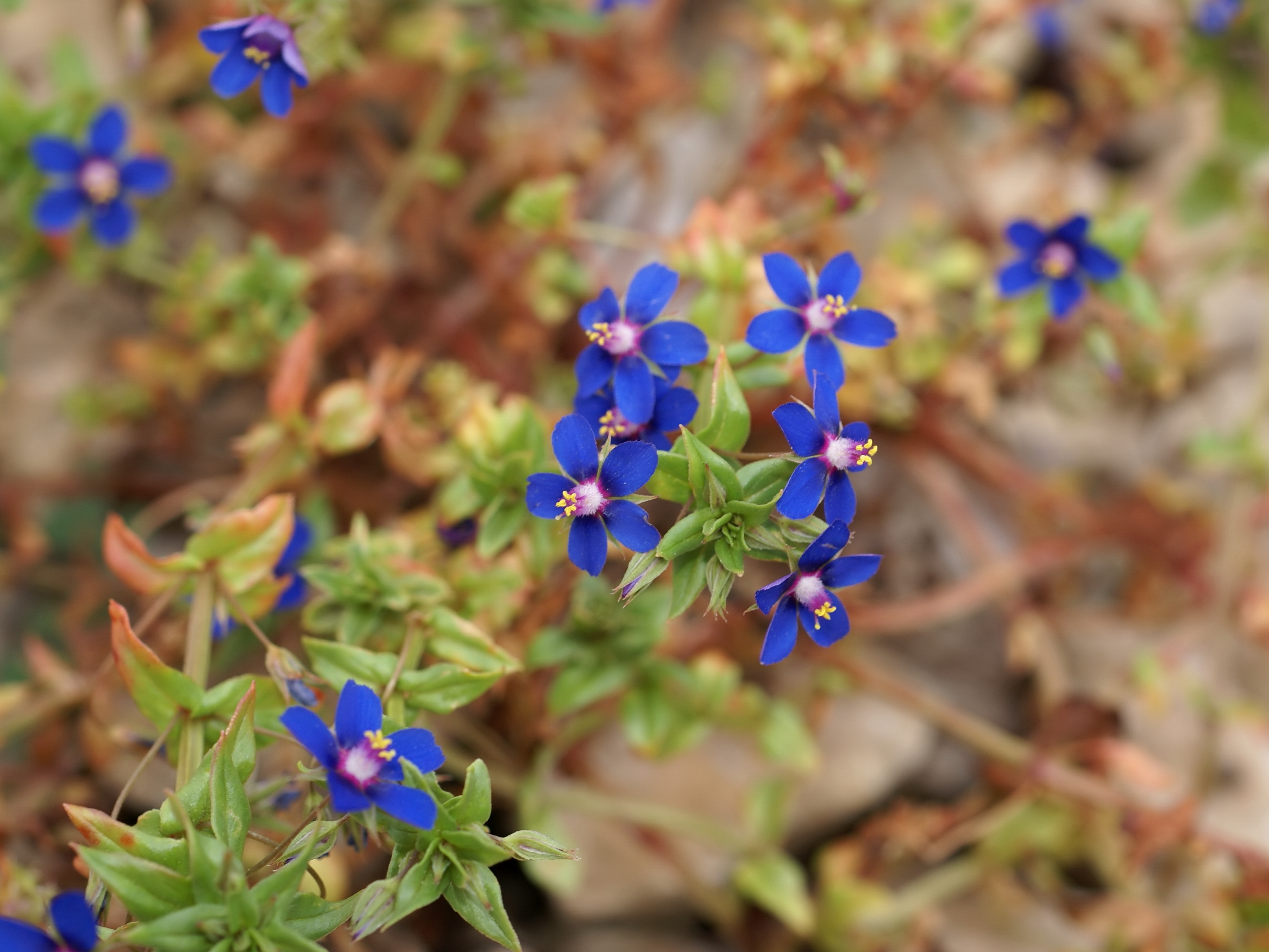
Drchnička modrá
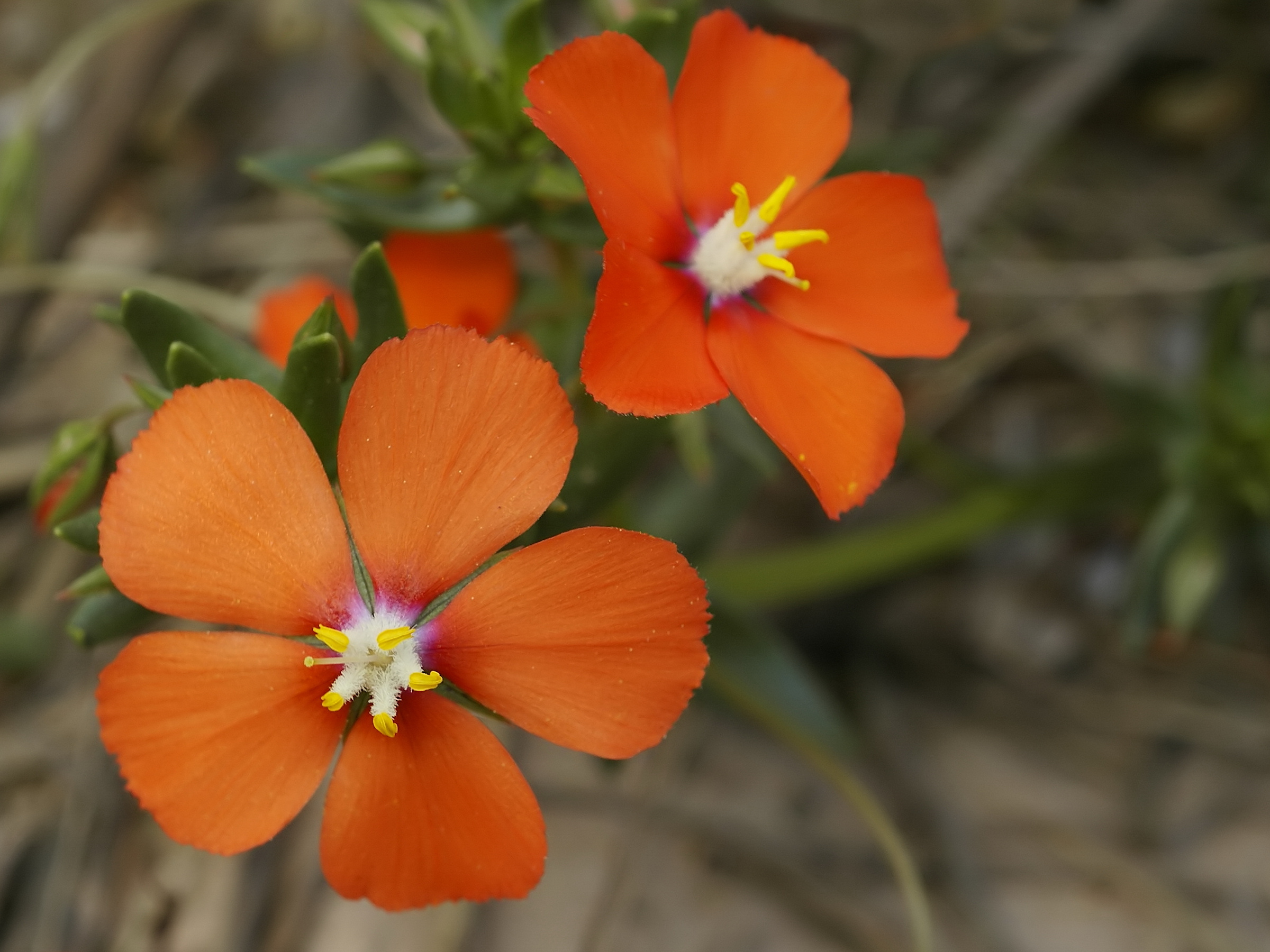
Drchnička dužnatolistá